# Історична наука в Україні
Історична наука — динамічна система знань про минулі події шляхом реконструкції та інтерпретації достовірних історичних джерел.

## Історична наука в Україні
Наприкінці 18 — початку 19 ст. публікації з проблем української історії набувають якостей професійних наукових досліджень (у 18 ст. історичні розвідки писали переважно аматори — канцеляристи, урядовці, військові та ін. — на дозвіллі). Це було наслідком процесу інституціоналізації історичної науки, зокрема створення університетів, які, поряд з науковими товариствами, стали осередками дослідження історії, підготовки когорти професійних істориків. У Харківському університеті (ств. 1805; нині Харківський національний університет), зокрема, працювали такі відомі вчені, як Х.Роммель, І.Шад, І.Кронеберг, М.Лунін, В.Цих, які створили там ґрунт для появи харківської наукової школи істориків.
У Київському університеті (ств. 1834; нині Київський національний університет імені Тараса Шевченка) аналогічну роботу проводили М.Костомаров, М.Максимович, П.Павлов та ін.
Якщо взяти за основу періодизації розвитку української історичної думки зміну теоретико-методологічних настанов та організаційних засад історичної праці (так, напр., робить І.Колесник), то період поступу української історіографії, що припадає на 1-шу чверть 19 ст., можна характеризувати як стан критичної історії, що зумовлював поєднання в особі історика як автора повної систематичної історії, так і критика та збирача текстів, історичних пам'яток та джерел. Саме такими є праці Д.Бантиш-Каменського, М.Маркевича, Д.Зубрицького, що вважаються першими власне науковими дослідженнями історії України. В першому виданні своєї «Истории Малой России» (4 т., 1822) Д.Бантиш-Каменський розглядає укр. землі («Малу Росію») як окреме екон., геогр. та політ. утворення. В наступних перевиданнях цієї книги автор, відповідно до змін тогочасної сусп.-політ. ситуації, переходить з позицій автономізму до вірнопідданства, намагається гармонізувати ідею великорос. державності з проявами «малоросійського» локального патріотизму (така етнонац. світоглядна орієнтація базувалася на ідеї ієрархії множинних лояльностей, які мали певним чином співіснувати, не виключаючи одна одну, й була властивою більшості тогочасної укр. еліти в Російській імперії). В цілому Д.Бантиш-Каменський дотримується традиційної на той час для європ., а також і рос. історіографій схеми істор. поступу, згідно з якою в основу істор. процесу кладеться персональний момент — дії князів, полководців та загалом володарів, а нар. масам відводиться другорядна роль. При цьому діяння володарів інтерпретуються в контексті провіденціалізму (як прояви Божого провидіння). Разом з тим чимало уваги автор приділяє демократ. тенденціям давньої історії, зокрема, його неабияк цікавлять питання впливу різних груп та князя в новгород. вічі (див. Новгородська боярська республіка). При розгляді подій козац. доби осн. наголос робиться на їхніх нац. та реліг. складових. Автор не має чіткого розуміння феномену козацтва, розглядає його фактично як етнічне явище (згідно з працями своїх попередників). Претендуючи на вичерпність та цілісність викладу матеріалу, Д.Бантиш-Каменський наводить чимало геогр., демографічних, екон., етногр. даних, вводить у наук. обіг бл. 50 нових джерел.
З використанням широкого джерельного матеріалу написані також праці галицького історика та архівіста Д.Зубрицького. В центрі його наук. зацікавлень була історія Церкви («Нарис з історії руського народу в Галичині і церковної ієрархії в цьому королівстві»), Ставропігійського інституту («Інститут Ставропігійський від року 1666 до 1772»), Галицько-Волинського князівства та Галицько-Волин. д-ви («История древнего Русско-Галицкого княжества»).
Визначною пам'яткою історіописання стала «Історія Русів». На жаль, її авторство залишається нез'ясованим і до сьогодні. Більшість дослідників вважають, що твір був підготовлений наприкінці 18 — поч. 19 ст. Ймовірно також, що він пройшов кілька редакцій, останню — на поч. 19 ст. «Історія Русів» значною мірою вплинула на подальший розвиток укр. історіографічного процесу, заклавши нову традицію — розглядати козацтво та його гетьманів як осн. рушійну силу укр. історії, починаючи з 16 ст. Започаткування цієї традиції збігається в часі з поширенням романтизму в Європі й, зокрема, з популяризацією в укр. ун-тах ідей Й.-Г.Гердера, Ф.-В.Шеллінга та ін., головно німецьких філософів та письменників.
На ґрунті духовного життя України, її культури, науки, літератури романтизм у 20–60-ті рр. 19 ст. постає як досить розвинене, самодостатнє явище. Однією з його характерних ознак став справжній бум зацікавлення українськими народними традиціями, фольклором, музикою, побутовою культурою. Саме тоді було створено культ народної пісні, яка сприймалася як «сховище народних думок та відчуттів» (М.Цертелєв). Розгорнено широку кампанію зі збору та публікації пісенного фольклорного матеріалу з усіх регіонів України. В цей період з'являються перші історико-етнографічні збірники й розвідки М.Цертелєва, І.Срезневського (зб. «Запорожская старина»), М.Максимовича, харківських романтиків А.Метлинського, М.Костомарова, а в Галичині розгортає діяльність «Руська трійця» (М.Шашкевич, І.Вагилевич, Я.Головацький) та ін. В українській історіографії з'являється окремий романтичний напрям, прихильники якого вважають, що суб'єктом історичного процесу (а відповідно й об'єктом пізнання історичного) є колективна особистість — народ, нація, зокрема український народ, нація українська, — що мають розглядатися крізь призму таких понять, як нар. дух, нар. характер, нар. душа. Разом з тим акцент робиться не на етнічних, а на соціальних вимірах суб'єктів історії.
М.Максимович, зокрема, одним із перших відкинув домінуючу тезу про етнічний характер козацтва й акцентував на тому, що козацтво є соціальною групою. Виникнення козацтва він пов'язував із початком боротьби проти турец.-татар. агресії. При розгляді національної революції 1648—1676 він вказував як на осн. причину повстання на соціальний гніт, а не на мотиви помсти за особисті кривди.
Загалом, романтичне захоплення народністю зумовило формування співчуття до знедолених нар. мас.

## Народницький напрям
З 1-ї пол. 1880-х рр. в центрі уваги істориків постає проблема селянства. В укр. історіографії виникає народницький напрям (див. Народницький напрям в українській історіографії), що стає домінуючим. У працях М.Костомарова, П.Куліша, О.Кістяківського, П.Чубинського, В.Антоновича, М.Драгоманова, О.Лазаревського та ін. дослідників український народ постає як незалежний і самостійний суб'єкт історичного процесу. При цьому наголос робиться на соціальній та побутовій історії укр. народу, який ототожнювався головно із селянством. На відміну від романтичної історіографії, в методології якої переважав емоційно-психологічний підхід до минулого, принцип співпереживання, розуміння, фантазії, методологія народницької історіографії орієнтується на «об'єктивні» факти. Дослідження соціальних та побутових аспектів істор. процесів, перш за все 17–18 ст., представники цього напряму проводили, дотримуючись принципів позитивізму (див. Позитивізм в історичній науці), що загалом відповідало тогочасним європ. тенденціям у розвитку істор. науки. Осередками народницького напряму були: час. «Основа» (1861–62), Південно-Західний відділ Російського географічного товариства (1870-ті рр.), ж. «Киевская старина» на чолі з О.Лазаревським (1880-ті рр.). Його представники активно працювали в різних наук. т-вах (як, напр., у Науковому товаристві імені Шевченка у Львові), часописах, археогр. та археол. комісіях, на університетських кафедрах історії.
Одним із творців народницького напряму в укр. історіографії вважається М.Костомаров. Він тлумачив сусп-во як певну однорідність і не виокремлював у ньому осібних верств. Водночас людність тієї чи ін. країни він розглядав як етнічно неоднорідне з'єднання. Зокрема, на його думку, в період удільно-вічевого укладу Рус. д-ва обіймала 6 з'єднаних між собою у федеративній спілці народностей: укр., сіверську, великорус., білорус., псков. і новгород. М.Костомаров здійснив спробу виокремити специфічні, властиві лише для укр. народності якості (головно соціально-психологічного характеру). На відміну від своїх попередників, він симпатизував запорожцям і негативно ставився до діяльності гетьманів, усі змагання яких пояснював винятково їхніми особистими мотивами честолюбства.
Романтичним захопленням старовиною й козацтвом відзначалися й ранні праці П.Куліша. Однак згодом, гол. чин. під впливом польс. історіографії, він критично переглянув своє раннє романтичне захоплення козацтвом і намагався піднести роль шляхти в укр. історії. Це викликало обурення та осуд з боку традиційної укр. історіографії того часу, але разом із тим спонукало до активніших наук. пошуків і дискусій та більш критичного ставлення до істор. минулого.
Дослідженню соціальної історії Гетьманщини присвятив свою наук. діяльність О.Лазаревський («Малороссийские посполитые крестьяне 1648—1783», «Описание старой Малороссии» у 3-х т.). Він уперше ґрунтовно на підставі документів аргументував тезу, що запровадження кріпацтва на Лівобережній Україні імп. Катериною II було, по суті, завершенням тих соціально-екон. процесів, що тривали тут ще з 1650-х рр. Чимало місця у своїх працях він відводив висвітленню історії козацької старшини та шляхти («Очерки малороссийских фамилий», «Люди старой Малороссии»), хоч і надто критично оцінював діяльність цих верств, вбачаючи в них лише експлуататорів селянства.
У подібному проблемно-тематичному напрямі працював і М.Драгоманов. Він розумів сусп. процес як поступовий, підпорядкований внутр. законові прогресу розвиток політ. і моральних ідей. Його особливо цікавили можливості використання сучасних йому методологічних підходів європ. фольклористики, базованих гол. чин. на широкому порівняльному аналізі, для дослідження укр. нар. словесності. М.Драгоманов одним із перших звернув увагу на необхідність розробки власної наук. укр. термінології (більшість праць з укр. історії того часу були написані іноз. мовами).
Найбільш послідовно народницький напрям в укр. історіографії репрезентований у працях В.Антоновича та його учнів. Як і М.Костомаров, В.Антонович вважав провідною ідеєю історії укр. народу ідею широкого демократизму, втілювану через вічевий принцип. Під цим кутом зору він розглядав і козаччину, інтерпретуючи її як нову форму громад.-вічевого ладу. В.Антонович створив наук. школу (див. Антоновича Володимира київська школа істориків), діяльність якої відзначалася насамперед ґрунтовним документалізмом. Майже всі історики, які наприкінці 19 ст. посіли професорські каф-ри в ун-тах Харкова, Одеси та Києва (Д.Багалій, І.Линниченко, П.Голубовський, О.Андріяшев, П.Іванов, Н.Мончаловський, М.Довнар-Запольський, В.Данилевич, В.Ляскоронський, О.Грушевський та ін.), а також М.Грушевський, який обійняв каф-ру у Львів. ун-ті (нині Львівський національний університет), були учнями В.Антоновича. Поряд з пієтизмом у ставленні до документів, студії представників школи В.Антоновича вирізняло також намагання залучити до істор. аналізу підходи і здобутки ін. галузей наук. знань (мовознавства, літературознавства, соціології, географії, економіки, етнографії та ін.).
На зламі 19–20 ст. у Києві, Харкові, Одесі, Львові та ін. містах було засновано низку історичних наукових товариств (Історичне товариство Нестора-літописця, Історико-філологічне товариство при Харківському університеті, НТШ та ін.), часописів та журналів («Киевская старина», «Записки Наукового товариства імені Шевченка» та ін.), археографічних комісій і т-в, музеїв. Це засвідчило досить високий ступінь зрілості та самодостатності тогочасної укр. історіографії — саме тоді почали з'являтися й перші роботи (О.Пипіна, О.Лазаревського, М.Василенка, О. та М. Грушевських), предметом дослідження яких стала власне укр. історіографія.
Свого найвищого розвитку народницький напрям в укр. історіографії досяг у наук. творчості М.Грушевського. У своїх роботах методологічного характеру (зрештою доволі нечисленних) М.Грушевський запропонував вивчати історію саме народу, а не д-ви. Він зазначав, що держ. фактор в історії є підпорядкованим екон., культ. та нац. факторам. Чимало уваги приділяв дослідженню розвитку міст і міськ. життя — осн. передумови, на його думку, створення д-ви. Відповідно до цих вихідних положень М.Грушевський аналізував особливості етнічного розвитку Київської Русі, роль давньорус. спадщини в долі сх. слов'ян. У своїй «уходницькій теорії» він ґрунтовно розкрив історію козацтва (див. Уходництво) як соціального феномену. Йому та сформованій ним львів. школі належить осн. заслуга в розробці комплексної наук. концепції укр. історії. У своїй фундаментальній «Історії України-Руси» він наголошував на тому, що немає й не може бути «общерусскої» історії, оскільки нема «общерусскої» народності, а отже, й об'єкта для дослідження. М.Грушевський та його учні доводили істор. тяглість укр. історії від Київ. Русі через Галицько-Волин. князівство, Галицько-Волин. та Литов.-Рус. (див. Велике князівство Литовське) д-ви та через пам'ять про них та традиції, що йдуть від них, до нового укр. нац.-політ. відродження 19 — поч. 20 ст.
Досягнувши свого апогею на поч. 20 ст., народницька шк. поступається провідними позиціями державницькому напряму в українській історіографії, який в основу істор. процесу поклав вивчення д-ви. Ґрунт для його появи заклали попередні напрацювання укр. істориків, а також сусп.-політ. процеси поч. 20 ст., коли актуальним ставало питання створення нової укр. державності.

## 20 століття
На розвиток української історіографії на початку 20 ст. особливий вплив справили праці М.Грушевського, О.Єфименко, М.Аркаса, Д.Багалія, В.Хвойки, Д.Яворницького, В.Іконникова, О.Левицького, М.Слабченка, С.Ольденбурга, В.Бузескула, М.Біляшівського, Ф.Шміта.
Зокрема, М.Грушевський опублікував на той час кілька томів своєї 10-томної (незакінченої) праці «Історія України-Руси», в якій запропонував власні істор. реконструкції багатьох минулих подій, що стали визначальними для долі укр. земель. (Ця праця, незважаючи на застарілість низки її концептуальних положень, й сьогодні залишається найфундаментальнішим дослідженням з історії України від давніх часів до серед. 17 ст., а внаслідок загибелі багатьох використаних у ній документів з архівів Росії, Польщі, Швеції та ін. країн вона набула нині ще й статусу першоджерела.) Великий внесок у дослідження колонізації Слобідської України та Степової України зробив Д.Багалій.
Після утвердження в Україні радянської влади умови для наукової роботи в галузі історії докорінно змінилися. Як зазначав відомий московський учений, керівник Комуністичної академії М.Покровський, історія стала політикою, перекинутою в минуле. Хоча цей цинічний афоризм офіційно заперечувався, насправді він точно відображав зміст урядової лінії щодо історії та істориків протягом усього часу існування рад. влади та СРСР.
Однак поставити суспільствознавчі дослідження під ідеологічний контроль КП(б)У вдалося не відразу. Найвидатніші представники старшої генерації істориків зосередилися у ВУАН (нині Національна академія наук України) й продовжували працю-вати «по-старому». Це були спеціалісти з вітчизн. історії Д.Багалій, В.Іконников, О.Левицький, М.Слабченко, Д.Яворницький, сходознавці А.Кримський та С.Ольденбург, античник В.Бузескул, археолог і етнограф М.Біляшівський, історик мистецтва Ф.Шміт. На поч. 1924 з еміграції повернувся М.Грушевський. Він став керівником Науково-дослідної кафедри історії України при ВУАН і очолив низку секцій і комісій ВУАН історичного профілю.
Тим часом 1921 в Харкові було утворено Інститут марксизму, 1924 його перейменували в Ін-т марксизму-ленінізму. Історичний відділ цього інституту очолив виходець з Галичини М. І. Яворський. Він не мав фахової істор. освіти, але це не завадило йому створити школу істориків марксистського напряму та написати кілька офіц. підручників з історії України. 1929 його обрали дійсним чл. ВУАН. Після цього він переїхав до Києва й фактично очолив історико-археол. від. ВУАН (голова від. Д.Багалій не залишив Харкова).

## Політичні репресії істориків
У ті роки науково-дослідна робота вже велася в обстановці політичних переслідувань, які часом набували вкрай небезпечних форм. Характерною є доля професора кафедри історії України Одеського інституту народної освіти М.Слабченка. Він плідно працював у галузі історії права та господарства Гетьманщини й Запорожжя 17–18 ст., був обраний 1929 дійсним чл. ВУАН, створив школу дослідників соціально-економічної історії України. Але 1930 його заарештували за вигаданою органами державної безпеки «Спілки визволення України» справою 1929—1930, і для нього почалися десятиліття поневірянь по тюрмах і засланнях.
Не оминули репресії й М.Яворського. Після переїзду до Києва йому доручили створити принципово іншу, ніж у М.Костомарова та в М.Грушевського, схему української історії, що він вчасно і зробив. Однак запропонована ним схема не задовольнила ні його московського шефа М.Покровського, ні керівництво КП(б)У. Тому М.Яворського спочатку розкритикували молоді історики-марксисти на чолі з М.Рубачем (дир. Ін-ту історії партії та Жовтневої революції на Україні при ЦК КП(б)У; див. також Інститут історії партії при ЦК Компартії України — філіал Інституту марксизму-ленінізму при ЦК КПРС) у спеціально організованій для цього дискусії, а потім, 1931 — відправили на Соловки, в листопаді 1937 його стратили.
Систематичні гоніння на М.Грушевського почалися 1930. У березні 1931 його заарештували, хоча невдовзі й відпустили, а в листопаді 1934 вчений помер у кисловодському санаторії після некваліфікованого хірургічного втручання.
З 2-ї пол. 1930-х рр. основною організаційною ланкою АН УРСР став ін-т. Саме тоді, 1936, було створено й Інститут історії України (нині Інститут історії України НАН України). Перед його співробітниками одразу ж було поставлено завдання підготувати марксистський курс історії України (див. Марксизм в історичній науці), який замінив би вилучені з публічних бібліотек праці М.Грушевського та його учнів. Виконуючи це замовлення, співробітники ін-ту написали «Короткий курс історії України» (1940) і взяли участь у складанні двох томів багатотомного археографічного видання «Історія України в документах і матеріалах».

## Еміграція
Представники інтелігенції української, які після утвердження в Україні радянської влади змушені були емігрувати, почали організовувати свої осередки у Відні, Празі (Чехословаччина), Мюнхені (Німеччина) та ін. європейських містах. На початку 1920-х рр. Відень став основним центром їхньої видавничої діяльності. Тут з'явилися: тритомник В.Винниченка «Відродження нації», книга В.Липинського «Україна на переломі (1657—1659 рр.)», чотиритомник П.Христюка «Замітки і матеріали до історії української революції 1917—1920 рр.» та ін.
Серед українських істориків-емігрантів особливо продуктивно в галузі історіографії працював колишній міністр закордонних справ в уряді гетьмана П.Скоропадського Д.Дорошенко. Він викладав історію в ун-тах (Українському вільному університеті, Карловому університеті, Варшавському університеті) й одночасно готував та публікував свої студії з історії (бл. тисячі праць, у тому числі 2 фундаментальних томи «Історії України 1917—1923 рр.»). Плідно працював як історик і колишній член Української Центральної Ради, професор права А.Яковлів. Мав значний доробок праць з історії та історичної географії середньовічної України й проф. Варшавського ун-ту М.Кордуба.

## Після визволення УРСР від гітлерівської окупації
Після визволення УРСР від гітлерівської окупації в роки Другої світової війни в Києві відновили свою діяльність Ін-т історії України та Ін-т археології (нині Інститут археології НАН України). Тривалий час вони були єдиними в Україні спеціалізованими н.-д. установами істор. профілю. Різноманітні галузі всесвітньої історії від античності до сучасності розроблялися окремими спеціалістами на істор. ф-тах ун-тів та пед. ін-тів. Від фахівців у галузі вітчизн. історії, якою вважалася тоді винятково «Історія СРСР», вимагалося, щоб вони викривали «буржуазних націоналістів» і доводили прогресивність приєднання 1654 Гетьманщини до Рос. д-ви, а в пізніші часи й ін. укр. земель до Російської імперії.
У серп. 1947 вийшла постанова ЦК КП(б)У «Про політичні помилки і незадовільну роботу Інституту історії України АН УРСР». Провідні вчені ін-ту К.Гуслистий, М.Петровський, М.Супруненко, Ф.Ястребов та ін. звинувачувалися у відродженні «реакційних вигадок» В.Антоновича і М.Грушевського. Перед інститутом ставилося завдання розробити схему, тези та текст нового «Короткого курсу історії України». Після дискусій, обговорень та узгоджень було підготовлено й видано солідний двотомник «Історії України» (т. 1. — 1953, т. 2. — 1957). Ця праця аж до кін. 1980-х рр. була еталоном у трактуванні питань вітчизн. історії.
Після смерті Й.Сталіна ідеологічний диктат у галузі гуманітарних наук набув дещо пом'якшених форм, хоч не змінив своєї суті. Розвиток історичної науки в УРСР все більше почав «прив'язуватися» до ювілеїв тих чи ін. подій, які моск. влада вважала особливо важливими.
Однією з них було 300-річчя Переяславської ради 1654. До цих роковин факт «входження» значної частини укр. земель до складу Росії укр. рад. історики розглядали в контексті трьох можливих варіантів розвитку минулих подій — приєднання України або до Османської імперії, або до Речі Посполитої, або до Рос. д-ви — і трактували останнє як «менше зло». 1954 це ж саме «входження» вони почали називати «возз'єднанням» й інтерпретували його виключно як прогресивне явище (побудована на класових оцінках, рад. історіографія в даному разі проігнорувала той беззаперечний факт, що одним із наслідків «прогресивного возз'єднання» стало відновлення на укр. землях кріпацтва, знищеного під час козац.-сел. війни). Ювілей сприяв появі багатьох досліджень, серед яких виділялися своєю фактологічною базою монографії О.Компан (1954), І.Крип'якевича (1954, без цензурних купюр — 1990), К.Стецюк (1954), О.Барановича (1959), Ф.Шевченка (1959). Певну цінність мали, за умови критичного до них ставлення, й зб. архів. документів на цю тему.
У 1950–60-х рр. плідно працювали також історики В.Голобуцький, І.Гуржій, К.Гуслистий, В.Дядиченко, Ф.Лось, В.Теплицький та ін., археологи С.Бібіков і П.Єфименко.
Наукове життя української діаспори в повоєн. роки ознаменувалося утворенням у листоп. 1945 Української вільної академії наук в Авґсбурзі (Німеччина). В черв. 1947 у Мюнхені відновило свою діяльність Наукове товариство імені Шевченка. Надалі почалася розбудова крайових відділень НТШ — амер. (1947; Нью-Йорк), канад. (1949), австрал. (1950), європ. (1952). У Мюнхені 1953 постала координаційна рада НТШ (згодом вона перебазувалася до Сарселя поблизу Парижа).
Від квіт. 1949 НТШ почало видавати «Енциклопедію українознавства» — спершу у вигляді оглядових статей (1949–52), потім — словникових (з 1955). Гол. ред. її укр. і англ. (з 1963) варіантів був В.Кубійович. Англомовна «Українська енциклопедія» зробила історію укр. народу доступною для світ. наук. співтовариства та широкої громадськості.
Серед істориків діаспори чільне місце посідала Н.Полонська-Василенко. До війни вона працювала в Ін-ті історії України АН УРСР, а з 1945 стала проф. УВУ в Мюнхені. Серед її найпомітніших праць — книги «Палій та Мазепа» (1949), «Теорія III Риму в Росії протягом XVIII і XIX ст.» (1952), «Історія Української Академії наук» (1955, 1957), «Заселення Південної України в XVIII ст.» (1960, у 2-х т.).О.Оглоблин з 1944 був проф. УВУ, а в 1950-х рр. переїхав до США, де очолив істор. секцію УВАН. У підрад. Україні 1930-х рр. він працював над проблемами історії нар. г-ва в 19 ст., а в еміграції коло його наук. інтересів тематично й хронологічно істотно розширилося. Його книги 1950-х рр. присвячені аналізові змісту Переяславської угоди 1654 (1954), укр. історіографії (1957), портретам видатних українців минулого (1959).
З кін. 1960-х рр. в УРСР було взято курс на створення багатотомних узагальнюючих видань. 1967–74 вийшла 26-томна «Історія міст і сіл УРСР» (гол. ред. П.Тронько). Підсумки досліджень археологів було підбито в 3-томнику «Археологія Української РСР» (1971–75). Ін-т історії об'єднав зусилля багатьох укр. науковців для створення багатотомної «Історії Української РСР» (під ред. Ю.Кондуфора). 1977–79 вийшло у світ її україномовне вид. у 8-ми т., 10-ти кн., а в 1981–85 — російськомовне вид. в 10-ти т.
Поряд з багатотомними вид. друкувалися індивідуальні й монографічні праці, однак тільки в галузі дореволюц. історії в дослідників була відносна свобода вибору тематики. Тут плідно працювали Я.Ісаєвич, М.Ковальський, М.Котляр, В.Сарбей, Г.Сергієнко, В.Смолій, Г.Швидько та ін.
Істотних результатів досягли археологи В.Баран, С.Березанська, Д.Телегін, О.Тереножкін, О.Черниш та ін. Вдало поєднавши археол. та істор. підходи, П.Толочко підготував і видрукував низку вагомих праць. М.Брайчевський у підготовленому до видання рукопису "Приєднання чи возз'єднання " висловив аргументовані сумніви в слушності декларованих рад. історіографією оцінок Переяславської угоди 1654 (див. Березневі статті 1654). Надрукувати цю працю в СРСР йому не вдалося, й вона побачила світ за кордоном (Торонто, 1972). Після цього М.Брайчевський втратив роботу в Ін-ті археології АН УРСР, а його статті перестали публікувати.

## У 1970–80-х рр
У 1970–80-х рр. завдяки зусиллям укр. діаспори дослідження в галузі історії України в низці ун-тів Пн. Америки набули систематичного характеру. В жовт. 1968 у Гарвардському ун-ті була заснована каф-ра історії України, а 1973 — Укр. наук. ін-т (див. Український науковий інститут Гарвардського університету). Влітку 1976 при Альбертському ун-ті в м. Едмонтон почав діяти Канадський інститут українських студій. Дослідження з укр. тематики в Гарварді очолив орієнталіст-тюрколог та історик О.Пріцак. В Едмонтоні тривалий час працював видатний дослідник історії укр. політ. думки та сусп. рухів 17 ст. І.Лисяк-Рудницький.
Важливим центром н.-д. роботи в галузі українознавства стало канад. м. Торонто. Тут під кер-вом Є.Штендери та П.Потічного з 1976 було започатковано друкування «Літопису УПА» (2002 вийшов черговий, 38-й т. — «Архітектура резистансу». Нині видання архів. матеріалів про Українську повстанську армію під логотипом «Літопис УПА» здійснюється не тільки в Торонто, а й у Києві на базі архівів рад. доби).
У післявоєн. десятиріччя в північноамер. ун-тах сформувалося нове покоління спеціалістів з історії України: М.Богачевська-Хомяк, Л.Винар, І.-С.Коропецький, Б.Кравченко, Дж. Мейс, Р.Сербин, Ф.Сисин, О.Субтельний, Р.Шпорлюк, Дж. Хімка та ін.
1983 укр. діаспора в багатьох країнах широко відзначила сумну річницю трагедії голодомору 1932—1933 років в УСРР. Це підштовхнуло амер. конгресменів створити комісію Конгресу США з розслідування причин і наслідків голодомору 1932–33 в УСРР. З кін. 1980-х рр. в умовах кризи рад. тоталітарної (див. Тоталітаризм) д-ви історія рад. доби стала предметом гострої зацікавленості сусп-ва, яке бажало розібратися у своєму минулому.
Реагуючи на оприлюднені результати роботи комісії Конгресу США з розслідування причин і наслідків голодомору 1932–33 в УСРР, кер-во Компартії України вирішило не замовчувати далі цей страхітливий злочин сталінщини. Укр. історики 1988 дістали можливість вивчити цю «білу пляму» та опублікувати результати своїх досліджень.
Найінформативнішим виданням з проблем голодомору 1932–33 в УСРР у ті роки став зб. документів з архівів ЦК КПРС і ЦК КПУ, підготовлений колективом Ін-ту історії партії при ЦК Компартії України (гол. упорядник Р.Пиріг). Можливість публікації вже відібраних до друку документів розглядалася на спец. засіданні політбюро ЦК КПУ в січ. 1990. У цьому ж році «Політвидав України» випустив у світ кн. «Голод 1932—1933 років на Україні: очима істориків, мовою документів».
Невдовзі в Україні вийшли друком нові видання істор. джерел і спогадів очевидців про голодомор 1932–33. Осн. ч. їх була підготовлена зусиллями Асоціації дослідників голодоморів в Україні та Ін-ту історії України НАН України. Велику фінансову допомогу, завдяки якій стала можливою публікація підготовлених до друку книг, надавав М.Коць (США).
Поряд з голодомором 1932–33, голодом 1921—1923 років в УСРР і голодом 1946—1947 років в УРСР історики почали вивчати й ін. трагічні події недавнього минулого, правда про які була прихована під товстим пластом фальсифікацій.
Якраз тоді багато хто вперше зрозумів, що історія СРСР, яка вважалася вітчизн., насправді є історією Росії й що впродовж багатьох десятиліть істор. пам'ять повоєн. покоління укр. громадян була штучно викривлена, що кілька поколінь українців були відгороджені від здобутків дореволюц. вітчизн. історіографії, яка свого часу відіграла виключно важливу роль у створенні передумов для нац.-визвол. боротьби та державотворення на поч. 20 ст. Серед людей зростало розуміння того, що вони не знають своєї справжньої історії й що це істотно їм шкодить в осмисленні пекучих проблем сьогодення.
Наприкінці 1980-х рр. кер-во Компартії України помітило та належним чином оцінило той факт, що вітчизн. історія виходить на вістря сусп.-політ. боротьби. Тому воно зробило спробу перехопити ініціативу в тих поодиноких істориків, які намагалися вторгнутися в заборонені для істор. науки сфери життя й дати їм належну оцінку. Якщо немає можливості підтримувати заборону на правду про минуле силовими засобами, вважали в ЦК КПУ, то парт. функціонери мають очолити процес пізнання історії.
У лют. 1989 вийшла постанова ЦК КПУ про формування «Програми розвитку історичних досліджень, поліпшення вивчення і пропаганди історії УРСР на 1991—2000 рр.». У ній ішлося про створення Координаційної комісії, яка мала накреслити заходи для подальшого розвитку істор. досліджень, а також підготувати пропозиції щодо розширення можливостей доступу до архів. джерел та видання й перевидання (у тому числі в репринтному вигляді) документів і творчої спадщини видатних укр. істориків минулого. В постанові передбачалося запровадити радикальні зміни у викладанні історії: курс історії УРСР у серед. школах і ПТУ виділявся в окремий предмет, який мав читатися паралельно з курсом історії СРСР. Мін-во освіти УРСР повинно було розширювати чисельність шкіл з поглибленим вивченням історії та суспільствознавства. В провідних ун-тах організовувалася підготовка ф-тів з історії України. Перед відповідними орг-ціями ставилося завдання розробити й видати нові підручники, хрестоматії та книги для читання з вітчизн. історії та історії рідного краю.
Координаційна комісія доручила формування проекту програми розвитку істор. досліджень Ін-тові історії АН УРСР. Після складання проект був надісланий для обговорення до зацікавлених орг-цій АН УРСР, мін-в і відомств. Потім Координаційна комісія доробила його з ураху-ванням зауважень і передала на затвердження в ЦК КПУ. В лип. 1990 політбюро ЦК КПУ розглянуло та затвердило проект у вигляді, представленому комісією.
Найоб'ємнішим розділом програми був розділ про «Публікацію джерел з історії України», він налічував 87 позицій. Серед них — літописи доби Київської Русі, козац. літописи, Архів Коша Запорозької Січі, Литовська метрика, «Історія Русів», пам'ятки укр. філос. думки, описи намісництв і губерній, багатотомний корпус документів «Протоколи з'їздів і конференцій Компартії України» тощо.
У розділі «Видання і перевидання пам'яток української історіографії» було названо 47 пам'яток 19–20 ст. Серед них, зокрема, усі осн. праці М.Грушевського, включаючи «Історію України-Руси» в 10-ти т. (на момент розробки комплексної програми твори М.Грушевського перебували в спец. сховищах і видавалися читачам за спец. дозволом), а також тритомник В.Винниченка «Відродження нації» (він теж перебував «під арештом»).
В УРСР почали перевидаватися також праці істориків діаспори. Зокрема, побачила світ книга О.Субтельного «Україна: історія» (уперше опубл. в Торонто 1988), а також «Нарис історії України» А.Жуковського й О.Субтельного (він був створений на основі текстів з «Енциклопедії українознавства»). Цією останньою книгою була започаткована українознавча б-ка, яку почало видавати відновлене у Львові НТШ.
У перевиданні творчої спадщини укр. істориків минулого велику роль відіграла Археогр. комісія АН УРСР (див. Археографічні комісії України), що відновила свою діяльність 1988.
З метою посилення зв'язків зі світ. наукою в АН УРСР було відновлено 1990 інституцію іноз. членів. Серед новообраних академіків найбільш представницьку групу утворили спеціалісти з різних галузей істор. науки: Д.Бовуа (історія України, Франція), Й.Геррманн (стародавня історія, Німеччина), А.Жуковський (історія к-ри, Франція), А.Каппелер (історія України, Австрія), І.-С.Коропецький (історія екон. думки, США), Я.Пеленський (історія України, США), О.Пріцак (сходознавство, США), О.Субтельний (історія України, Канада), І.Шевченко (візантологія, США).

## Після проголошення незалежності України
Після підтримання громадянами України на всенар. референдумі 1 груд. 1991 Акта проголошення незалежності України історики розгорнули фронтальне вивчення архівів ВУЧК–ДПУ–КДБ. На основі документів у кожній області України почали готувати книги про репресованих. Методичне кер-во цією роботою взяв на себе Ін-т історії України АН України, в складі якого було створено підрозділ регіональної історії (кер. — П.Тронько).
За рішенням уряду України в кожній області почали укладати «Книги пам'яті» (див. «Книга пам'яті України») зі списками тих, хто віддав своє життя в боротьбі з ворогом.
На поч. 1990-х рр. в АН України (з 1994 — НАН України) виникла низка нових установ гуманітарного профілю. Деякі з них повністю, а ін. частково зосередилися на розробці істор. проблематики. Це такі установи: Інститут української археографії та джерелознавства імені М.Грушевського НАН України, Інститут сходознавства імені А.Кримського НАН України, Ін-т нац. відносин і політології НАН України (з 1998 — Інститут політичних і етнонаціональних досліджень імені І.Кураса НАН України), Інститут східноєвропейських досліджень НАН України (Я.Пеленський). Ін-т сусп. наук у Львові було перетворено в Інститут українознавства імені І.Крип'якевича НАН України.
Одним з важливих напрямків діяльності укр. істориків, який набув особливого — державотворчого — значення, стало створення підручника з вітчизн. історії. Такий підручник мав бути універсальним, тобто відповідати запитам і вчителів та учнів загальноосвіт. школи, і викладачів та студентів вищої школи, і широкого загалу читачів, які виявляли інтерес до історії України.
На поч. 1990-х рр. роль такого підручника виконувала вже згадувана книга О.Субтельного. На той час рівноцінного видання в укр. історіографії не було. Праці ж істориків дорад. періоду, в яких укр. істор. проблематика висвітлювалася неупереджено, за роки, що збігли відтоді, як вони писалися, багато в чому істотно застаріли.
Лише в серед. 1990-х рр. провідні вітчизн. історики змогли запропонувати читачам — кожен у своїй галузі — нове бачення істор. процесу. Ін-т історії України НАН України опублікував у 1995–96 2-томний універсальний підручник «Історія України: нове бачення» (відп. ред. В.Смолій). До створення цього підручника були залучені кваліфіковані спеціалісти, які працювали в самому ін-ті (їх більшість), а також в ін. академічних установах і в держ. апараті.
Невдовзі на основі осн. розділів цього підручника була створена й надрукована 15-томна серія книг «Україна крізь віки». За її створення авторський колектив у складі В.Барана, Вік. Даниленка, М.Котляра, С.Кульчицького, О.Реєнта, О.Русіної, В.Смолія, В.Степанкова, О.Толочка та В.Трощинського був удостоєний Державної премії України в галузі н. і т. за 2001.
Наприкінці 1990-х рр. академічні ін-ти підготували низку праць, що істотно поглиблюють наші знання в галузі вітчизн. історії. Зокрема, Ін-т археології видав 3-томну «Давню історію України» (удостоєна Держ. премії України за 2002), Ін-т політ. і етнонац. досліджень — 6-томник з проблем політ. історії України 20 ст.
На поч. 21 ст. склалися екон. умови для організації тимчасових творчих колективів з академічних та вузівських істориків з метою написання й видання узагальнюючих наук. праць. Зокрема, за порівняно короткий час Ін-т історії України НАН України створив цілу низку праць, які підсумовували результати новітніх монографічних досліджень та архів. розшуків. Серед них — «Нариси з історії дипломатії України» (2001), «Уряди України у ХХ ст.» (2001), «Політичний терор і тероризм в Україні» (2002), «Голод 1932—1933 рр. в Україні: причини і наслідки» (2003), «Україна і Росія в історичній ретроспективі» (у 3-х т.; 2004), «Організація українських націоналістів і Українська повстанська армія» (2005), «Історія українського селянства» (у 2-х т.; 2006), «Історія українського козацтва» (2006) та ін.
Раніше за кордоном історія України досліджувалася переважно представниками укр. діаспори. Нині історію України досліджують також зарубіжні науковці неукр. походження, зокрема А.Каппелер, Д.Бовуа, Е.-Л.Вільсон, А.Граціозі, Г.Зімон, Т.Яковлева.